# Galtara convergens
Galtara convergens är en fjärilsart som beskrevs av De Toulgoët 1979. Galtara convergens ingår i släktet Galtara och familjen björnspinnare. Inga underarter finns listade i Catalogue of Life.